# ジャスティン・ヘンリー
ジャスティン・ヘンリー（Justin Henry,  1971年5月25日 - ）は、アメリカ合衆国の元子役、俳優である。

## 来歴
1971年、ニューヨーク州に生まれる。1979年にダスティン・ホフマンとメリル・ストリープが夫婦役で共演したドラマ映画『クレイマー、クレイマー』で映画デビュー。同作品ではホフマンとストリープの間に生まれた一人息子を演じ、現在に至るまで代表作となっている。同作品での演技は子役であったにもかかわらず高い評価を得て、1980年のゴールデン・グローブ賞の助演男優部門とアカデミー助演男優賞に当時の史上最年少でノミネートを受けた。受賞には至らなかったが、1981年のヤング・アーティスト・アワードの子役部門で最優秀賞を受賞している。その後も、リカルド・モンタルバン主演の『ファンタジー・アイランド』などのテレビドラマや映画などへ出演するが、途中で学業を優先させ、ニューヨークにあるSkidmore Collegeへ進学して1993年に心理学の学士を取得して卒業した。それ以降はテレビドラマや映画などへの出演を続けており、再び役者としてのキャリアを構築している。

## 出演作品

### 映画
| 公開年 | 邦題 原題                                          | 役名                 | 備考                                                                              |
| ------ | -------------------------------------------------- | -------------------- | --------------------------------------------------------------------------------- |
| 1979   | クレイマー、クレイマー Kramer vs. Kramer           | ビリー・クレイマー   | ゴールデングローブ賞 映画部門 助演男優賞ノミネート アカデミー助演男優賞ノミネート |
| 1983   | ロイ・シャイダーの ファイナル・イニング Tiger Town | アレックス           | テレビ映画                                                                        |
| 1984   | すてきな片想い Sixteen Candles                     | マイク・ベイカー     |                                                                                   |
| 1985   | 遥かなる少年の日々 Martin's Day                    | マーティン           | 日本劇場未公開                                                                    |
| 1988   | スウィート・ハート・ダンス Sweet Hearts Dance      | カイル・ブーン       | 日本劇場未公開                                                                    |
| 2007   | メタボ戦隊アホレンジャー The Junior Defenders      | ジミー・フレッチャー | オリジナルビデオ                                                                  |

### テレビ
| 放映年 | 邦題 原題                                | 役名                 | 備考                                                                  |
| ------ | ---------------------------------------- | -------------------- | --------------------------------------------------------------------- |
| 1983   | ファンタジー・アイランド Fantasy Island  | アンディ             | シーズン6 第20話 "What's the Matter with Kids?" / "Island of Horrors" |
| 1997   | ER緊急救命室 ER                          | ジェイムズ・サッサー | 2エピソード                                                           |
| 2010   | ブラザーズ&シスターズ Brothers & Sisters | ルイス               | シーズン4 第21話 "予言が示すもの"                                     |